# Challenger de Campos do Jordão
El MasterCard Tennis Cup es un torneo profesional de tenis. Pertenece al ATP Challenger Series. Se juega desde el año 2001 sobre pistas duras, en Campos do Jordão, Brasil.

## Palmarés

### Individuales
| Año  | Campeón                | Finalista             | Resultado          |
| ---- | ---------------------- | --------------------- | ------------------ |
| 2011 | Rogério Dutra da Silva | Izak van der Merwe    | 6–4, 6–7(7–5), 6–3 |
| 2010 | Izak van der Merwe     | Ricardo Mello         | 7–6(6), 6–3        |
| 2009 | Horacio Zeballos       | Thiago Alves          | 6–7(4), 6–4, 6–3   |
| 2008 | Brian Dabul            | Izak van der Merwe    | 7–5, 6–7(6), 6–3   |
| 2007 | Brian Dabul            | Michael Quintero      | 7–5, 7–5           |
| 2006 | Ricardo Mello          | Ivo Klec              | 6–3, 6–4           |
| 2005 | André Sá               | Juan Martín del Potro | 6–4, 6–4           |
| 2004 | Takao Suzuki           | Giovanni Lapentti     | 6–4, 6–3           |
| 2003 | Giovanni Lapentti      | Gouichi Motomura      | 6–4, 6–0           |
| 2002 | Ricardo Mello          | Maximilian Abel       | 7–6(2), 6–3        |
| 2001 | Ramón Delgado          | Daniel Melo           | 7–6(3), 6–2        |

### Dobles
| Año  | Campeones                          | Finalistas                            | Resultado       |
| ---- | ---------------------------------- | ------------------------------------- | --------------- |
| 2011 | Juan Sebastián Cabal Robert Farah  | Ricardo Hocevar Júlio Silva           | 6–2, 6–3        |
| 2010 | Rogério Dutra da Silva Júlio Silva | Vítor Manzini Pedro Zerbinni          | 7–6(3), 6–2     |
| 2009 | Joshua Goodall Samuel Groth        | Rogério Dutra da Silva Júlio Silva    | 7–6(4), 6–3     |
| 2008 | Brian Dabul Marcel Felder          | Márcio Torres Izak van der Merwe      | 6–4, 7–6(9)     |
| 2007 | Eduardo Schwank Horacio Zeballos   | John Paul Fruttero Izak van der Merwe | 3–6, 6–3, 12–10 |
| 2006 | Marcelo Melo André Sá              | Jacob Adaktusson Leonardo Mayer       | 7–6(1), 7–5     |
| 2005 | Kristian Pless Aleksandar Vlaski   | Franco Ferreiro Marcelo Melo          | 7–6(5), 6–4     |
| 2004 | Ricardo Mello Iván Miranda         | Alejandro Hernández André Sá          | 6–3, 6–4        |
| 2003 | Rik de Voest Giovanni Lapentti     | Carlos Berlocq Miguel Gallardo-Valles | 6–1, 7–5        |
| 2002 | Alejandro Hernández Daniel Melo    | Lu Yen-hsun Danai Udomchoke           | walkover        |
| 2001 | Dejan Petrovic Andy Ram            | Adriano Ferreira Daniel Melo          | 6–3, 6–4        |